# Braydon Side
Braydon Side – wieś w Anglii, w hrabstwie Wiltshire. Leży 56 km na północ od miasta Salisbury i 129 km na zachód od Londynu.